# V519 Андромеды
V519 Андромеды (лат. V519 Andromedae) — одиночная переменная звезда в созвездии Андромеды на расстоянии приблизительно 4937 световых лет (около 1514 парсеков) от Солнца. Видимая звёздная величина звезды — от +13,65m до +13,15m.

## Характеристики
V519 Андромеды — жёлто-оранжевая пульсирующая переменная звезда типа W Девы (CWA:) спектрального класса K-G. Радиус — около 4,62 солнечных, светимость — около 11,728 солнечных. Эффективная температура — около 4968 K.